# Vaux-Andigny
Vaux-Andigny è un comune francese di 978 abitanti situato nel dipartimento dell'Aisne della regione dell'Alta Francia.

## Società

### Evoluzione demografica
Abitanti censiti